# Aéroport international de Port Harcourt
L’aéroport international de Port Harcourt (code IATA : PHC • code OACI : DNPO) dessert la ville de Port Harcourt, capitale de l'État de Rivers, au Nigéria. Les principales destinations au départ de cet aéroport sont Abuja, Lagos, Paris et Francfort. Il est en concurrence indirecte avec la Base aérienne de Port Harcourt.

## Situation
| Uyo Katsina Owerri Asaba Kaduna Maiduguri Port · Harcourt Int. P. Harcourt · Ville Kano Lagos Abuja Sokoto Enugu Akure Bauchi Benin Dutse Ibadan Ilorin Jalingo Makurdi Calabar Warri Jos Yola |

## Statistiques
Pour des raisons techniques, il est temporairement impossible d'afficher le graphique qui aurait dû être présenté ici.

Voir la requête brute et les sources sur Wikidata.

## Compagnies et destinations
| Compagnies              | Destinations                                                  |
| ----------------------- | ------------------------------------------------------------- |
| Aero Contractors        | Abuja-N. Azikiwe, Lagos-Murtala Muhammed                      |
| Africa's Connection STP | São Tomé                                                      |
| Air Peace               | Abuja-N. Azikiwe, Kano-Mallam Aminu, Lagos-Murtala Muhammed   |
| Arik Air                | Abuja-N. Azikiwe, Lagos-Murtala Muhammed, Libreville-Léon Mba |
| Cronos Airlines         | Accra-Kotoka, Malabo                                          |
| Lufthansa               | Francfort                                                     |
| Qatar Airways           | Doha-Hamad                                                    |
| Turkish Airlines        | Istanbul, Malabo                                              |
| ValueJet                | Lagos-Murtala Muhammed                                        |

Édité le 10/01/2020  Actualisé le 9/11/2023

## Incidents et accidents
- 28 septembre 1968 : le vol Pan African Airlines s'écrase près de Port Harcourt lors de son approche. Les pilotes tentèrent de faire atterrir le Douglas C-54B dans le noir, sans succès. Le crash fait 57 morts plus un au sol.
- 10 décembre 2005 : vol 1145 Sosoliso Airlines, un DC-9 de la compagnie privée aérienne nigériane Sosoliso Airlines prit feu lors de son atterrissage forcé sur l’aéroport de Port Harcourt, 107 morts et trois survivants.